# Metanska kiselina
Metanska kiselina prva je i najjednostavnija kiselina u homolognom nizu karboksilnih kiselina. Molekulska formula metanske kiseline glasi HCOOH. Metanska kiselina bezbojna je tekućina oštra mirisa, a na koži uzrokuje stvaranje mjehurića, crvenila, plikova. Dodir kiseline s kožom popraćen je svrbežom. Drugi je naziv za ovu kiselinu mravlja kiselina, jer je u prirodi možemo pronaći u kukcima (mravima, pčelama), a nalazi se još i u nekim biljkama (koprivama), no neke koprive je nemaju, pa se takve nazivaju mrtve koprive. Mravlja kiselina može se pronaći još i u znoju, meduzama, gusjenicama i mokraći. Njezine se pare na zraku mogu zapaliti, a smjesa je kiseline (s volumnim udjelom 14 do 33 %) i zraka eksplozivna. S vodom stvara azeotropnu smjesu (77,5 % kiseline) koja vrije na 107,3 °C. Zagrijavanjem mravlje kiseline s koncentriranom sumpornom kiselinom dobiva se ugljikov monoksid (CO).Mravlja kiselina jaka je i reducirajuća organska kiselina; otapa mnoge metale, a pritom nastaje vodik i njezine soli, formijati (ispravan naziv za soli metanske ili metanoatne kiseline jest metanoati). Latinski je naziv na mravlju kiselinu acidum formicum pa se zato njezine soli nazivaju formijati. Jako je redukcijsko sredstvo (prema Tollensovom i Fehlingovom reagensu).
Metanska kiselina dobro se otopa u vodi i razlaže na ione:
HCOOH + H2O → HCOO- + H3O+
Dobivanje
Metanska kiselina može se dobiti na više načina:
- Uvođenjem ugljikova monoksida u vodenu otopinu natrijeva hidroksida dobiva se natrijev formijat.

NaOH + CO → HCOONa
Potom se natrijev formijat podvrgne djelovanju kiselina jačih od metanske (sumporna kiselina) i dobiva se sol natrija i metanska kiselina.
HCOONa + H2SO4 → Na2SO4 + HCOOH
- Oksidacijom alkohola (aldehida)

2CH3OH + O2 → 2HCHO + 2H2O
2HCHO + O2 → 2HCOOH
- Cijepanjem molekula ketona

Upotreba
Rabi se u kožarstvu i proizvodnji kaučuka, za bojanje vune, konzerviranje voćnih sokova i silažu krme. To je danas jedna od najjeftinijih organskih kiselina pa se u tehnologiji sve više upotrebljava umjesto drugih organskih kiselina (formamid).